# Гурбанов, Какагелди Исаевич
Какагельды Исаевич Гурбанов (туркм. Kakageldy Gurbanow, 1962, Мары, Марыйская область, Туркменская ССР, СССР) — туркменский государственный деятель, депутат Меджлиса Туркмении. Министр коммунального хозяйства Туркменистана (2013—2016).

## Биография
Родился в 1962 году в городе Мары Марыйской области Туркменской ССР.
В 1984 году окончил Туркменский государственный университет, по специальности — филолог, преподаватель русского языка и литературы.

## Карьера
Трудовую деятельность начал в 1984 году воспитателем школы-интерната № 1 города Мары. Далее работал преподавателем русского языка и литературы, заместителем директора по учебно-воспитательной работе, специалистом отдела комплексного социально-экономического развития Марыйского городского совета народных депутатов, помощником, управляющим делами в хякимлике города Мары, заместителем хякима города Мары Марыйского велаята, хякимом города Мары (с июля 2007 года).
12.11.2008 — 12.04.2013 — хяким Марыйского велаята.
12.04.2013 — 08.06.2013 — заместитель Председателя Марыйского велаятского объединения профсоюзов Туркменистана.
08.06.2013 — 20.12.2013 — депутат Меджлиса Туркменистана, член комитета по работе с местными органами представительной власти и самоуправления. Избран депутатом Меджлиса на досрочных выборах 2 июня 2013 года от избирательного округа № 103 Марыйского велаята.
На парламентских выборах, прошедших в Туркмении 15 декабря 2013 года, был избран депутатом Меджлиса от избирательного округа № 103 «Зарпчы» в Марыйском велаяте, однако, в связи с полученным незадолго до выборов назначением министра коммунального хозяйства и действовавшим запретом на совмещение депутатами Меджлиса постов в Кабинете министров Туркмении, Гурбанов стал единственным избранником, чьи полномочия не были подтверждены.
20.12.2013 — 15.07.2016 — министр коммунального хозяйства Туркменистана. В ходе заседания Кабинета министров страны 13 февраля 2016 года при рассмотрении подготовки Туркмении к проведению V Азиатских игр по боевым искусствам и состязаниям в закрытых помещениях было отмечено, что «плохо организованы работы по благоустройству городских улиц и парковых зон, внешний вид отдельных зданий не соответствует предъявляемым требованиям, плохо освещены некоторые участки дорог, имеют место нехватка автостоянок, несвоевременный вывоз мусора, сбои в энергоснабжении и работе отопительных систем, а также нарушаются сроки сноса или реконструкции старых домов и затягивается процедура получения гражданами участков для строительства жилых домов». В связи с чем президент Гурбангулы Бердымухамедов объявил Карагельды Гурбанову строгий выговор. 15 июля 2016 года уволен с должности министра по причине перевода на другую работу.
С 24.08.2016 — депутат Меджлиса Туркменистана. Избран депутатом на досрочных выборах в парламент вместо выбывших депутатов 21 августа 2016 года от избирательного округа № 103 «Зарпчы» Марыйского велаята.